# جورج باترسون (لاعب كريكت)
جورج باترسون (10 أكتوبر 1868 - 7 مايو 1943) (بالإنجليزية: George Patterson)‏ هو لاعب كريكت أمريكي. شارك مع منتخب الولايات المتحدة الوطني للكريكت.

## وصلات خارجية
- جورج باترسون على موقع إي آس بي آن كريك إنفو (الإنجليزية)